# Ewerthon
Pour l’article ayant un titre homophone, voir Everton.
Ewerthon Henrique de Souza, ou simplement Ewerthon, est un footballeur brésilien né le 10 juin 1981 à São Paulo (Brésil). 
Ewerthon évolue au poste d'attaquant. Très vif au démarrage, et possédant une très bonne pointe de vitesse, Ewerthon peut également jouer sur un côté.

## Biographie

### En club
Ewerthon commence sa carrière au Brésil, au SC Corinthians puis au Rio Branco.
En 2001, il s'expatrie en Allemagne, et signe en faveur du Borussia Dortmund. Il reste 4 saisons dans ce club, atteignant notamment la finale de la Coupe UEFA en 2002.
En 2005, Ewerthon rejoint le championnat espagnol et le club du Real Saragosse. Lors de la saison 2007-2008 il est prêté quelques mois au VfB Stuttgart puis à l'Espanyol Barcelone.
En 2010, il retourne au Brésil, et rejoint le club de Palmeiras.

### En équipe nationale
Ewerthon possède 7 sélections (0 but) en équipe du Brésil. 
Il participe à la Copa América 2001 et à la Gold Cup 2003 avec le Brésil. 
Sa première sélection en équipe nationale a lieu en 2001, sa dernière sélection a lieu en 2003.

## Carrière
- 1998-1999 : SC Corinthians -  Brésil
- 1999-2000 : Rio Branco  Brésil
- 2000-2001 : SC Corinthians -  Brésil
- 2001-2005 : Borussia Dortmund -  Allemagne
- 2005-Fév. 2010 : Real Saragosse -  Espagne
- 2007-Jan. 2008 : →VfB Stuttgart -  Allemagne (prêt)
- Jan. 2008-2008 : →Espanyol Barcelone -  Espagne (prêt)
- Fév. 2010-2011 : SE Palmeiras  Brésil
- 2011 : Terek Grozny -  Russie
- 2012 : Al Ahli SC -  Qatar
- 2012-2013 : América Mineiro -  Brésil[1]

## Palmarès

### Avec le Brésil
- Finaliste de la Gold Cup 2003

### Avec le SC Corinthians
- Champion du monde des clubs en 2000
- Champion du Brésil en 1998 et 1999
- Champion de l'État de São Paulo en 1999

### Avec le Borussia Dortmund
- Champion d'Allemagne en 2002
- Finaliste de la Coupe UEFA en 2002
- Finaliste de la Coupe de la ligue en 2003

### Avec le Real Saragosse
- Finaliste de la Coupe d'Espagne en 2006
- Vice-champion de Segunda División (D2) en 2009

## Statistiques
- 7 sélections et 0 but en équipe du Brésil
- 18 matchs et 1 but en Ligue des champions
- 11 matchs et 3 buts en Coupe de l'UEFA
- 130 matchs et 48 buts en 1re division allemande
- 83 matchs et 21 buts en 1re division espagnole
- 36 matchs et 28 buts en 2e division espagnole